# Notiobiella nitidula
Notiobiella nitidula är en insektsart som beskrevs av Navás 1910. Notiobiella nitidula ingår i släktet Notiobiella, och familjen florsländor. Inga underarter finns listade.